# Championnats du monde de basket-ball 3×3 2014
Les deuxièmes Championnats du monde de basket-ball 3×3 se déroulent sous l'égide de la Fédération internationale de basket-ball au Stade Loujniki de Moscou, en Russie, du 5 juin au 8 juin 2014.

## Déroulement de la compétition
Les 24 équipes sont réparties en quatre groupes de six. À la fin des matches de groupe, lorsque toutes les équipes ont joué contre leurs adversaires respectifs (5 matches), les quatre premières équipes sont qualifiées pour les 1/8 de finale. Ainsi, un tournoi à élimination directe débute.
Il n'y a pas de match de classement, seulement une petite finale pour attribuer la médaille de bronze.

## Calendrier des épreuves
| Hommes         |
| Femmes         |
| Lancers-francs |
| Dunks          |
| 3 Points       |
| Meneuses       |

|  | Qualifications |  | Demi-Finales Finale |

## Tournoi masculin

### Phase de groupe
Voici les résultats de la phase de groupe. Les 24 équipes sont réparties en quatre groupes de six ,:
| Groupe A |                    |     |   |   |    |
|          | Équipe             | Pts | G | P | PP |
| 1        | Pologne            | 9   | 4 | 1 | 90 |
| 2        | République tchèque | 9   | 4 | 1 | 88 |
| 3        | Tunisie            | 9   | 4 | 1 | 64 |
| 4        | États-Unis         | 7   | 2 | 3 | 88 |
| 5        | Pays-Bas           | 6   | 1 | 4 | 48 |
| 6        | Allemagne          | 5   | 0 | 5 | 44 |

| 5 juin | Tunisie            | 10 | 9  | Pologne            | 16h00 |
| 5 juin | République tchèque | 21 | 12 | Allemagne          | 16h20 |
| 5 juin | États-Unis         | 13 | 11 | Pays-Bas           | 16h40 |
| 5 juin | Allemagne          | 8  | 22 | États-Unis         | 18h00 |
| 5 juin | Pologne            | 22 | 21 | République tchèque | 18h00 |
| 5 juin | Pays-Bas           | 7  | 13 | Tunisie            | 18h20 |
| 5 juin | Pays-Bas           | 16 | 22 | Pologne            | 20h00 |
| 5 juin | États-Unis         | 15 | 21 | République tchèque | 20h20 |
| 5 juin | Tunisie            | 9  | 7  | Allemagne          | 20h40 |
| 6 juin | Pologne            | 20 | 18 | États-Unis         | 17h00 |
| 6 juin | Allemagne          | 6  | 7  | Pays-Bas           | 17h20 |
| 6 juin | République tchèque | 17 | 11 | Tunisie            | 17h40 |
| 6 juin | Pays-Bas           | 7  | 8  | République tchèque | 19h00 |
| 6 juin | Allemagne          | 11 | 17 | Pologne            | 19h00 |
| 6 juin | Tunisie            | 21 | 20 | États-Unis         | 19h20 |

| Groupe B |           |     |   |   |    |
|          | Équipe    | Pts | G | P | PP |
| 1        | Lituanie  | 9   | 4 | 1 | 86 |
| 2        | Roumanie  | 8   | 3 | 2 | 89 |
| 3        | Russie    | 8   | 3 | 2 | 88 |
| 4        | Qatar     | 8   | 3 | 2 | 75 |
| 5        | Argentine | 7   | 2 | 3 | 58 |
| 6        | Venezuela | 5   | 0 | 5 | 63 |

| 5 juin | Russie    | 18 | 12 | Venezuela | 16h00 |
| 5 juin | Qatar     | 15 | 17 | Roumanie  | 16h00 |
| 5 juin | Argentine | 8  | 18 | Lituanie  | 16h20 |
| 5 juin | Roumanie  | 18 | 19 | Argentine | 18h00 |
| 5 juin | Venezuela | 16 | 17 | Qatar     | 16h20 |
| 5 juin | Lituanie  | 19 | 13 | Russie    | 16h40 |
| 5 juin | Venezuela | 11 | 19 | Roumanie  | 20h00 |
| 5 juin | Russie    | 21 | 3  | Argentine | 20h20 |
| 5 juin | Qatar     | 15 | 11 | Lituanie  | 21h00 |
| 6 juin | Roumanie  | 19 | 17 | Russie    | 17h00 |
| 6 juin | Lituanie  | 21 | 11 | Venezuela | 17h20 |
| 6 juin | Argentine | 12 | 14 | Qatar     | 17h40 |
| 6 juin | Lituanie  | 17 | 16 | Roumanie  | 19h00 |
| 6 juin | Qatar     | 14 | 19 | Russie    | 19h20 |
| 6 juin | Venezuela | 13 | 16 | Argentine | 19h40 |

| Groupe C |                  |     |   |   |    |
|          | Équipe           | Pts | G | P | PP |
| 1        | Estonie          | 9   | 4 | 1 | 76 |
| 2        | Uruguay          | 8   | 3 | 2 | 66 |
| 3        | Nouvelle-Zélande | 8   | 3 | 2 | 73 |
| 4        | Porto Rico       | 7   | 2 | 3 | 56 |
| 5        | Turquie          | 7   | 2 | 3 | 80 |
| 6        | Brésil           | 6   | 1 | 4 | 73 |

|        |                  |    |    |                  |       |
| 5 juin | Nouvelle-Zélande | 21 | 14 | Turquie          | 16h20 |
| 5 juin | Porto Rico       | 14 | 13 | Brésil           | 16h40 |
| 5 juin | Estonie          | 14 | 6  | Uruguay          | 16h40 |
| 5 juin | Uruguay          | 13 | 7  | Porto Rico       | 18h20 |
| 5 juin | Turquie          | 19 | 18 | Estonie          | 18h40 |
| 5 juin | Brésil           | 10 | 17 | Nouvelle-Zélande | 18h40 |
| 5 juin | Uruguay          | 17 | 13 | Brésil           | 20h00 |
| 5 juin | Estonie          | 10 | 6  | Nouvelle-Zélande | 20h20 |
| 5 juin | Porto Rico       | 20 | 15 | Turquie          | 20h40 |
| 6 juin | Turquie          | 21 | 14 | Uruguay          | 17h20 |
| 6 juin | Brésil           | 19 | 22 | Estonie          | 17h40 |
| 6 juin | Nouvelle-Zélande | 14 | 7  | Porto Rico       | 17h40 |
| 6 juin | Porto Rico       | 8  | 14 | Estonie          | 19h20 |
| 6 juin | Turquie          | 11 | 18 | Brésil           | 19h40 |
| 6 juin | Uruguay          | 16 | 15 | Nouvelle-Zélande | 19h40 |

| Groupe D |           |     |   |   |     |
|          | Équipe    | Pts | G | P | PP  |
| 1        | Serbie    | 9   | 4 | 1 | 100 |
| 2        | Croatie   | 9   | 4 | 1 | 96  |
| 3        | Slovénie  | 9   | 4 | 1 | 92  |
| 4        | Chine     | 7   | 2 | 3 | 68  |
| 5        | Japon     | 6   | 1 | 4 | 73  |
| 6        | Indonésie | 5   | 0 | 5 | 42  |

| 5 juin | Chine     | 11 | 19 | Slovénie  | 16h00 |
| 5 juin | Indonésie | 6  | 19 | Serbie    | 16h20 |
| 5 juin | Japon     | 18 | 21 | Croatie   | 16h40 |
| 5 juin | Slovénie  | 22 | 9  | Indonésie | 18h00 |
| 5 juin | Croatie   | 21 | 8  | Chine     | 18h20 |
| 5 juin | Serbie    | 21 | 9  | Japon     | 18h40 |
| 5 juin | Croatie   | 14 | 15 | Slovénie  | 20h00 |
| 5 juin | Japon     | 19 | 11 | Indonésie | 20h20 |
| 5 juin | Chine     | 14 | 21 | Serbie    | 20h40 |
| 6 juin | Japon     | 18 | 14 | Slovénie  | 17h00 |
| 6 juin | Serbie    | 18 | 19 | Croatie   | 17h00 |
| 6 juin | Indonésie | 9  | 21 | Chine     | 17h20 |
| 6 juin | Serbie    | 21 | 18 | Slovénie  | 19h00 |
| 6 juin | Chine     | 14 | 13 | Japon     | 19h20 |
| 6 juin | Croatie   | 21 | 7  | Indonésie | 19h40 |

### Tableau final
Phase finale
|  | Huitièmes de finale     | Huitièmes de finale |                    |                        | Quarts de finale       | Quarts de finale |    |  | Demi-finales   | Demi-finales   |  |  | Finale         | Finale         |
|  | Huitièmes de finale     | Huitièmes de finale |                    |                        | Quarts de finale       | Quarts de finale |    |  | Demi-finales   | Demi-finales   |  |  | Finale         | Finale         |
|  |                         |                     |                    |                        |                        |                  |    |  |                |                |  |  |                |                |
|  | 7 juin à 15h00          | 7 juin à 15h00      |                    |                        | 7 juin à 18h30         | 7 juin à 18h30   |    |  | 8 juin à 15h30 | 8 juin à 15h30 |  |  | 8 juin à 19h30 | 8 juin à 19h30 |
|  | 7 juin à 15h00          | 7 juin à 15h00      |                    |                        | 7 juin à 18h30         | 7 juin à 18h30   |    |  | 8 juin à 15h30 | 8 juin à 15h30 |  |  | 8 juin à 19h30 | 8 juin à 19h30 |
|  | (D1) Uruguay            | 9                   |                    |                        | 7 juin à 18h30         | 7 juin à 18h30   |    |  | 8 juin à 15h30 | 8 juin à 15h30 |  |  | 8 juin à 19h30 | 8 juin à 19h30 |
|  | (D1) Uruguay            | 9                   |                    |                        | 7 juin à 18h30         | 7 juin à 18h30   |    |  | 8 juin à 15h30 | 8 juin à 15h30 |  |  | 8 juin à 19h30 | 8 juin à 19h30 |
|  | (A4) Russie             | 21                  |                    |                        | 7 juin à 18h30         | 7 juin à 18h30   |    |  | 8 juin à 15h30 | 8 juin à 15h30 |  |  | 8 juin à 19h30 | 8 juin à 19h30 |
|  | (A4) Russie             | 21                  | Russie             | 21                     |                        |                  |    |  | 8 juin à 15h30 | 8 juin à 15h30 |  |  | 8 juin à 19h30 | 8 juin à 19h30 |
|  | 7 juin à 15h00          |                     | Russie             | 21                     |                        |                  |    |  | 8 juin à 15h30 | 8 juin à 15h30 |  |  | 8 juin à 19h30 | 8 juin à 19h30 |
|  |                         | Pologne             | 17                 |                        |                        |                  |    |  | 8 juin à 15h30 | 8 juin à 15h30 |  |  | 8 juin à 19h30 | 8 juin à 19h30 |
|  | (B2) Pologne            | Pologne             | 17                 | 17                     |                        |                  |    |  | 8 juin à 15h30 | 8 juin à 15h30 |  |  | 8 juin à 19h30 | 8 juin à 19h30 |
|  | (B2) Pologne            | 7 juin à 18h30      |                    | 17                     |                        |                  |    |  | 8 juin à 15h30 | 8 juin à 15h30 |  |  | 8 juin à 19h30 | 8 juin à 19h30 |
|  | (C3) Chine              | 7                   |                    |                        |                        |                  |    |  | 8 juin à 15h30 | 8 juin à 15h30 |  |  | 8 juin à 19h30 | 8 juin à 19h30 |
|  | (C3) Chine              | 7                   | Russie             | 11                     |                        |                  |    |  |                |                |  |  | 8 juin à 19h30 | 8 juin à 19h30 |
|  | 7 juin à 15h20          |                     | Russie             | 11                     |                        |                  |    |  |                |                |  |  | 8 juin à 19h30 | 8 juin à 19h30 |
|  |                         | Serbie              | 17                 |                        |                        |                  |    |  |                |                |  |  | 8 juin à 19h30 | 8 juin à 19h30 |
|  | (B3) Serbie             | Serbie              | 17                 | 19                     |                        |                  |    |  |                |                |  |  | 8 juin à 19h30 | 8 juin à 19h30 |
|  | (B3) Serbie             | 8 juin à 16h15      |                    | 19                     |                        |                  |    |  |                |                |  |  | 8 juin à 19h30 | 8 juin à 19h30 |
|  | (C2) États-Unis         | 15                  |                    |                        |                        |                  |    |  |                |                |  |  | 8 juin à 19h30 | 8 juin à 19h30 |
|  | (C2) États-Unis         | 15                  | Serbie             | 22                     |                        |                  |    |  |                |                |  |  | 8 juin à 19h30 | 8 juin à 19h30 |
|  | 7 juin à 15h20          |                     | Serbie             | 22                     |                        |                  |    |  |                |                |  |  | 8 juin à 19h30 | 8 juin à 19h30 |
|  |                         | Roumanie            | 21                 |                        |                        |                  |    |  |                |                |  |  | 8 juin à 19h30 | 8 juin à 19h30 |
|  | (A1) Roumanie           | Roumanie            | 21                 | 19                     |                        |                  |    |  |                |                |  |  | 8 juin à 19h30 | 8 juin à 19h30 |
|  | (A1) Roumanie           | 7 juin à 19h30      |                    | 19                     |                        |                  |    |  |                |                |  |  | 8 juin à 19h30 | 8 juin à 19h30 |
|  | (D4) Nouvelle-Zélande   | 16                  |                    |                        |                        |                  |    |  |                |                |  |  | 8 juin à 19h30 | 8 juin à 19h30 |
|  | (D4) Nouvelle-Zélande   | 16                  | Serbie             | 13                     |                        |                  |    |  |                |                |  |  |                |                |
|  | 7 juin à 15h40          |                     | Serbie             | 13                     |                        |                  |    |  |                |                |  |  |                |                |
|  |                         | Qatar               | 18                 |                        |                        |                  |    |  |                |                |  |  |                |                |
|  | (A2) République tchèque | Qatar               | 18                 | 21                     |                        |                  |    |  |                |                |  |  |                |                |
|  | (A2) République tchèque |                     |                    | 21                     |                        |                  |    |  |                |                |  |  |                |                |
|  | (D3) Slovénie           | 8                   |                    |                        |                        |                  |    |  |                |                |  |  |                |                |
|  | (D3) Slovénie           | 8                   | République tchèque | 17                     |                        |                  |    |  |                |                |  |  |                |                |
|  | 7 juin à 15h40          |                     | République tchèque | 17                     |                        |                  |    |  |                |                |  |  |                |                |
|  |                         | Qatar               | 21                 |                        |                        |                  |    |  |                |                |  |  |                |                |
|  | (C1) Estonie            | Qatar               | 21                 | 10                     |                        |                  |    |  |                |                |  |  |                |                |
|  | (C1) Estonie            | 7 juin à 19h30      |                    | 10                     |                        |                  |    |  |                |                |  |  |                |                |
|  | (B4) Qatar              | 18                  |                    |                        |                        |                  |    |  |                |                |  |  |                |                |
|  | (B4) Qatar              | 18                  | Qatar              | 14                     |                        |                  |    |  |                |                |  |  |                |                |
|  | 7 juin à 16h00          |                     | Qatar              | 14                     |                        |                  |    |  |                |                |  |  |                |                |
|  |                         | Lituanie            | 13                 |                        |                        |                  |    |  |                |                |  |  |                |                |
|  | (B1) Croatie            | Lituanie            | 13                 | 21                     |                        |                  |    |  |                |                |  |  |                |                |
|  | (B1) Croatie            |                     |                    | 21                     |                        |                  |    |  |                |                |  |  |                |                |
|  | (C4) Tunisie            | 10                  |                    | Match pour la 3e place | Match pour la 3e place |                  |    |  |                |                |  |  |                |                |
|  | (C4) Tunisie            | 10                  | Croatie            | Match pour la 3e place | Match pour la 3e place | 18               |    |  |                |                |  |  |                |                |
|  | 7 juin à 16h00          | 7 juin à 16h00      | Croatie            | 8 juin à 18h15         | 8 juin à 18h15         | 18               |    |  |                |                |  |  |                |                |
|  | 7 juin à 16h00          | 7 juin à 16h00      |                    | 8 juin à 18h15         | 8 juin à 18h15         | Lituanie         | 20 |  |                |                |  |  |                |                |
|  | (A3) Lituanie           | 14                  | Russie             | 19                     |                        | Lituanie         | 20 |  |                |                |  |  |                |                |
|  | (A3) Lituanie           | 14                  | Russie             | 19                     |                        |                  |    |  |                |                |  |  |                |                |
|  | (D2) Porto Rico         | 10                  |                    | Lituanie               | 18                     |                  |    |  |                |                |  |  |                |                |
|  | (D2) Porto Rico         | 10                  |                    | Lituanie               | 18                     |                  |    |  |                |                |  |  |                |                |

La compétition est marquée par une inattendue victoire des qataris, qui remportent leur premier titre mondial dans un sport collectif. L'équipe se compose des meilleurs joueurs du pays et a disposé d'une préparation de deux ans aux spécificités du trois contre trois. Le complet Yaseen Musa, l'intimidateur Erfan Ali Saeed, le spécialiste du rebond Mohammed Seleem Abdulla et le dribbleur Boney Watson avaient remporté le championnat d'Asie de 3x3. En finale, ils ont tenu des Serbes jusqu'ici très prolifiques en attaque à seulement 13 points. Saeed s'est montré à son avantage dans le jeu de pivot et Watson finit meilleur réalisateur avec 8 points réussis le plus souvent en pénétration. Pour le bronze, Mihail Gunter arrache la victoire dans les dernières secondes pour les Russes face à des Lituaniens qui avaient déjà perdu de justesse en demi-finale face au Qatar.

## Tournoi féminin

### Phase de groupe
Voici les résultats de la phase de groupe. Les 24 équipes sont réparties en quatre groupes de six ,:
| Groupe A |          |     |   |   |    |
|          | Équipe   | Pts | G | P | PP |
| 1        | Belgique | 10  | 5 | 0 | 91 |
| 2        | Suisse   | 9   | 4 | 1 | 79 |
| 3        | Roumanie | 8   | 3 | 2 | 81 |
| 4        | Uruguay  | 6   | 1 | 4 | 53 |
| 5        | Italie   | 6   | 1 | 4 | 49 |
| 6        | Syrie    | 6   | 1 | 4 | 47 |

| 5 juin | Syrie    | 8  | 17 | Roumanie | 17h00 |
| 5 juin | Italie   | 11 | 19 | Suisse   | 17h20 |
| 5 juin | Uruguay  | 11 | 21 | Belgique | 17h40 |
| 5 juin | Roumanie | 17 | 10 | Italie   | 19h00 |
| 5 juin | Belgique | 16 | 12 | Syrie    | 19h20 |
| 5 juin | Suisse   | 17 | 12 | Uruguay  | 19h40 |
| 6 juin | Uruguay  | 11 | 20 | Italie   | 16h20 |
| 6 juin | Syrie    | 7  | 12 | Suisse   | 16h40 |
| 6 juin | Belgique | 20 | 17 | Roumanie | 16h40 |
| 6 juin | Roumanie | 21 | 9  | Uruguay  | 18h00 |
| 6 juin | Suisse   | 11 | 17 | Belgique | 18h20 |
| 6 juin | Italie   | 7  | 11 | Syrie    | 18h40 |
| 6 juin | Suisse   | 20 | 9  | Roumanie | 20h00 |
| 6 juin | Belgique | 17 | 9  | Italie   | 20h20 |
| 6 juin | Syrie    | 9  | 10 | Uruguay  | 20h20 |

| Groupe B |           |     |   |   |     |
|          | Équipe    | Pts | G | P | PP  |
| 1        | Russie    | 10  | 5 | 0 | 103 |
| 2        | France    | 9   | 4 | 1 | 85  |
| 3        | Chine     | 8   | 3 | 2 | 68  |
| 4        | Ouganda   | 7   | 2 | 3 | 58  |
| 5        | Indonésie | 6   | 1 | 4 | 57  |
| 6        | Andorre   | 5   | 0 | 5 | 29  |

| 5 juin | Russie    | 21 | 2  | Andorre   | 17h00 |
| 5 juin | Indonésie | 1  | 19 | France    | 17h20 |
| 5 juin | Chine     | 13 | 9  | Ouganda   | 17h40 |
| 5 juin | France    | 18 | 14 | Chine     | 19h00 |
| 5 juin | Andorre   | 9  | 10 | Indonésie | 19h00 |
| 5 juin | Ouganda   | 7  | 21 | Russie    | 19h20 |
| 6 juin | Chine     | 18 | 16 | Indonésie | 16h00 |
| 6 juin | Ouganda   | 15 | 6  | Andorre   | 16h00 |
| 6 juin | Russie    | 21 | 10 | France    | 16h40 |
| 6 juin | Andorre   | 5  | 9  | Chine     | 18h00 |
| 6 juin | France    | 19 | 6  | Ouganda   | 18h20 |
| 6 juin | Indonésie | 11 | 21 | Russie    | 18h40 |
| 6 juin | France    | 19 | 7  | Andorre   | 20h00 |
| 6 juin | Russie    | 19 | 14 | Chine     | 20h40 |
| 6 juin | Ouganda   | 21 | 19 | Indonésie | 20h40 |

| Groupe C |                    |     |   |   |    |
|          | Équipe             | Pts | G | P | PP |
| 1        | République tchèque | 10  | 5 | 0 | 71 |
| 2        | Allemagne          | 8   | 3 | 2 | 68 |
| 3        | Pays-Bas           | 8   | 3 | 2 | 64 |
| 4        | Estonie            | 8   | 3 | 2 | 54 |
| 5        | Tunisie            | 6   | 1 | 4 | 55 |
| 6        | Thaïlande          | 5   | 0 | 5 | 45 |

| 5 juin | Tunisie            | 8  | 9  | République tchèque | 17h00 |
| 5 juin | Thaïlande          | 12 | 17 | Allemagne          | 17h20 |
| 5 juin | Pays-Bas           | 13 | 12 | Estonie            | 17h40 |
| 5 juin | République tchèque | 21 | 5  | Thaïlande          | 19h00 |
| 5 juin | Estonie            | 11 | 10 | Tunisie            | 19h20 |
| 5 juin | Allemagne          | 15 | 8  | Pays-Bas           | 19h40 |
| 6 juin | Estonie            | 9  | 13 | République tchèque | 16h00 |
| 6 juin | Pays-Bas           | 21 | 6  | Thaïlande          | 16h20 |
| 6 juin | Tunisie            | 10 | 16 | Allemagne          | 16h40 |
| 6 juin | Allemagne          | 9  | 10 | Estonie            | 18h00 |
| 6 juin | République tchèque | 11 | 7  | Pays-Bas           | 18h00 |
| 6 juin | Thaïlande          | 11 | 15 | Tunisie            | 18h40 |
| 6 juin | Allemagne          | 11 | 17 | République tchèque | 20h20 |
| 6 juin | Tunisie            | 12 | 15 | Pays-Bas           | 20h20 |
| 6 juin | Estonie            | 12 | 11 | Thaïlande          | 20h40 |

| Groupe D |            |     |   |   |     |
|          | Équipe     | Pts | G | P | PP  |
| 1        | États-Unis | 10  | 5 | 0 | 100 |
| 2        | Espagne    | 9   | 4 | 1 | 60  |
| 3        | Argentine  | 8   | 3 | 2 | 79  |
| 4        | Brésil     | 7   | 2 | 3 | 58  |
| 5        | Ukraine    | 6   | 1 | 4 | 52  |
| 6        | Hongrie    | 5   | 0 | 5 | 48  |

| 5 juin | Argentine  | 10 | 11 | Espagne    | 17h00 |
| 5 juin | Ukraine    | 13 | 18 | Brésil     | 17h20 |
| 5 juin | États-Unis | 21 | 5  | Hongrie    | 17h40 |
| 5 juin | Espagne    | 10 | 9  | Ukraine    | 19h20 |
| 5 juin | Brésil     | 8  | 21 | États-Unis | 19h40 |
| 5 juin | Hongrie    | 17 | 19 | Argentine  | 19h40 |
| 6 juin | Hongrie    | 7  | 17 | Espagne    | 16h00 |
| 6 juin | Argentine  | 31 | 13 | Brésil     | 16h20 |
| 6 juin | États-Unis | 21 | 10 | Ukraine    | 16h20 |
| 6 juin | Espagne    | 6  | 16 | États-Unis | 18h20 |
| 6 juin | Brésil     | 10 | 7  | Hongrie    | 18h20 |
| 6 juin | Ukraine    | 6  | 18 | Argentine  | 18h40 |
| 6 juin | Brésil     | 9  | 16 | Espagne    | 20h00 |
| 6 juin | Hongrie    | 12 | 14 | Ukraine    | 20h00 |
| 6 juin | Argentine  | 11 | 21 | États-Unis | 20h40 |

### Tableau final
Phase finale
|  | Huitièmes de finale     | Huitièmes de finale |                    |                        | Quarts de finale       | Quarts de finale |   |  | Demi-finales   | Demi-finales   |  |  | Finale         | Finale         |
|  | Huitièmes de finale     | Huitièmes de finale |                    |                        | Quarts de finale       | Quarts de finale |   |  | Demi-finales   | Demi-finales   |  |  | Finale         | Finale         |
|  |                         |                     |                    |                        |                        |                  |   |  |                |                |  |  |                |                |
|  | 7 juin à 16h20          | 7 juin à 16h20      |                    |                        | 7 juin à 18h00         | 7 juin à 18h00   |   |  | 8 juin à 15h30 | 8 juin à 15h30 |  |  | 8 juin à 19h00 | 8 juin à 19h00 |
|  | 7 juin à 16h20          | 7 juin à 16h20      |                    |                        | 7 juin à 18h00         | 7 juin à 18h00   |   |  | 8 juin à 15h30 | 8 juin à 15h30 |  |  | 8 juin à 19h00 | 8 juin à 19h00 |
|  | (A1) Belgique           | 17                  |                    |                        | 7 juin à 18h00         | 7 juin à 18h00   |   |  | 8 juin à 15h30 | 8 juin à 15h30 |  |  | 8 juin à 19h00 | 8 juin à 19h00 |
|  | (A1) Belgique           | 17                  |                    |                        | 7 juin à 18h00         | 7 juin à 18h00   |   |  | 8 juin à 15h30 | 8 juin à 15h30 |  |  | 8 juin à 19h00 | 8 juin à 19h00 |
|  | (D4) Brésil             | 8                   |                    |                        | 7 juin à 18h00         | 7 juin à 18h00   |   |  | 8 juin à 15h30 | 8 juin à 15h30 |  |  | 8 juin à 19h00 | 8 juin à 19h00 |
|  | (D4) Brésil             | 8                   | Belgique           | 20                     |                        |                  |   |  | 8 juin à 15h30 | 8 juin à 15h30 |  |  | 8 juin à 19h00 | 8 juin à 19h00 |
|  | 7 juin à 16h20          |                     | Belgique           | 20                     |                        |                  |   |  | 8 juin à 15h30 | 8 juin à 15h30 |  |  | 8 juin à 19h00 | 8 juin à 19h00 |
|  |                         | Allemagne           | 16                 |                        |                        |                  |   |  | 8 juin à 15h30 | 8 juin à 15h30 |  |  | 8 juin à 19h00 | 8 juin à 19h00 |
|  | (B3) Allemagne          | Allemagne           | 16                 | 10                     |                        |                  |   |  | 8 juin à 15h30 | 8 juin à 15h30 |  |  | 8 juin à 19h00 | 8 juin à 19h00 |
|  | (B3) Allemagne          | 7 juin à 18h00      |                    | 10                     |                        |                  |   |  | 8 juin à 15h30 | 8 juin à 15h30 |  |  | 8 juin à 19h00 | 8 juin à 19h00 |
|  | (C2) Chine              | 9                   |                    |                        |                        |                  |   |  | 8 juin à 15h30 | 8 juin à 15h30 |  |  | 8 juin à 19h00 | 8 juin à 19h00 |
|  | (C2) Chine              | 9                   | Belgique           | 14                     |                        |                  |   |  |                |                |  |  | 8 juin à 19h00 | 8 juin à 19h00 |
|  | 7 juin à 16h40          |                     | Belgique           | 14                     |                        |                  |   |  |                |                |  |  | 8 juin à 19h00 | 8 juin à 19h00 |
|  |                         | États-Unis          | 18                 |                        |                        |                  |   |  |                |                |  |  | 8 juin à 19h00 | 8 juin à 19h00 |
|  | (D1) France             | États-Unis          | 18                 | 17                     |                        |                  |   |  |                |                |  |  | 8 juin à 19h00 | 8 juin à 19h00 |
|  | (D1) France             | 8 juin à 16h15      |                    | 17                     |                        |                  |   |  |                |                |  |  | 8 juin à 19h00 | 8 juin à 19h00 |
|  | (A4) Pays-Bas           | 11                  |                    |                        |                        |                  |   |  |                |                |  |  | 8 juin à 19h00 | 8 juin à 19h00 |
|  | (A4) Pays-Bas           | 11                  | France             | 9                      |                        |                  |   |  |                |                |  |  | 8 juin à 19h00 | 8 juin à 19h00 |
|  | 7 juin à 16h40          |                     | France             | 9                      |                        |                  |   |  |                |                |  |  | 8 juin à 19h00 | 8 juin à 19h00 |
|  |                         | États-Unis          | 12                 |                        |                        |                  |   |  |                |                |  |  | 8 juin à 19h00 | 8 juin à 19h00 |
|  | (B2) États-Unis         | États-Unis          | 12                 | 19                     |                        |                  |   |  |                |                |  |  | 8 juin à 19h00 | 8 juin à 19h00 |
|  | (B2) États-Unis         | 7 juin à 19h00      |                    | 19                     |                        |                  |   |  |                |                |  |  | 8 juin à 19h00 | 8 juin à 19h00 |
|  | (C3) Uruguay            | 6                   |                    |                        |                        |                  |   |  |                |                |  |  | 8 juin à 19h00 | 8 juin à 19h00 |
|  | (C3) Uruguay            | 6                   | États-Unis         | 15                     |                        |                  |   |  |                |                |  |  |                |                |
|  | 7 juin à 17h00          |                     | États-Unis         | 15                     |                        |                  |   |  |                |                |  |  |                |                |
|  |                         | Russie              | 8                  |                        |                        |                  |   |  |                |                |  |  |                |                |
|  | (A2) Suisse             | Russie              | 8                  | 17                     |                        |                  |   |  |                |                |  |  |                |                |
|  | (A2) Suisse             |                     |                    | 17                     |                        |                  |   |  |                |                |  |  |                |                |
|  | (D3) Argentine          | 14                  |                    |                        |                        |                  |   |  |                |                |  |  |                |                |
|  | (D3) Argentine          | 14                  | Suisse             | 11                     |                        |                  |   |  |                |                |  |  |                |                |
|  | 7 juin à 17h00          |                     | Suisse             | 11                     |                        |                  |   |  |                |                |  |  |                |                |
|  |                         | République tchèque  | 16                 |                        |                        |                  |   |  |                |                |  |  |                |                |
|  | (C1) République tchèque | République tchèque  | 16                 | 21                     |                        |                  |   |  |                |                |  |  |                |                |
|  | (C1) République tchèque | 7 juin à 19h00      |                    | 21                     |                        |                  |   |  |                |                |  |  |                |                |
|  | (B4) Ouganda            | 10                  |                    |                        |                        |                  |   |  |                |                |  |  |                |                |
|  | (B4) Ouganda            | 10                  | République tchèque | 5                      |                        |                  |   |  |                |                |  |  |                |                |
|  | 7 juin à 17h00          |                     | République tchèque | 5                      |                        |                  |   |  |                |                |  |  |                |                |
|  |                         | Russie              | 13                 |                        |                        |                  |   |  |                |                |  |  |                |                |
|  | (B1) Russie             | Russie              | 13                 | 14                     |                        |                  |   |  |                |                |  |  |                |                |
|  | (B1) Russie             |                     |                    | 14                     |                        |                  |   |  |                |                |  |  |                |                |
|  | (C4) Estonie            | 11                  |                    | Match pour la 3e place | Match pour la 3e place |                  |   |  |                |                |  |  |                |                |
|  | (C4) Estonie            | 11                  | Russie             | Match pour la 3e place | Match pour la 3e place | 21               |   |  |                |                |  |  |                |                |
|  | 7 juin à 17h20          | 7 juin à 17h20      | Russie             | 8 juin à 17h30         | 8 juin à 17h30         | 21               |   |  |                |                |  |  |                |                |
|  | 7 juin à 17h20          | 7 juin à 17h20      |                    | 8 juin à 17h30         | 8 juin à 17h30         | Roumanie         | 8 |  |                |                |  |  |                |                |
|  | (A3) Espagne            | 12                  | Belgique           | 14                     |                        | Roumanie         | 8 |  |                |                |  |  |                |                |
|  | (A3) Espagne            | 12                  | Belgique           | 14                     |                        |                  |   |  |                |                |  |  |                |                |
|  | (D2) Roumanie           | 16                  |                    | République tchèque     | 12                     |                  |   |  |                |                |  |  |                |                |
|  | (D2) Roumanie           | 16                  |                    | République tchèque     | 12                     |                  |   |  |                |                |  |  |                |                |

Déjà victorieuses en 2012, les Américaines remportent une seconde médaille d'or. Après Skylar Diggins lors de la première édition, c'est sa remplaçante à Notre Dame Jewell Loyd qui éclabousse de classe le Mondial 2014. Malgré l'activité de la russe Maria Cherepanova, la défense agressive des jeunes américaines ne permet aux Russes que d’inscrire 8 points que Loyd seule en réussit 9.

## Composition des équipes médaillées
| Épreuves         | Or                                                                     | Argent                                                                            | Bronze                                                                   |
| ---------------- | ---------------------------------------------------------------------- | --------------------------------------------------------------------------------- | ------------------------------------------------------------------------ |
| Tournoi masculin | Qatar Mohammed Seleem Abdulla Yaseen Musa Erfan Ali Saeed Boney Watson | Serbie Dejan Majstorovic Dusan Domovic Bulut Marko Savic Marko Zdero              | Russie Ilya Alexandrov Mihail Gunter Konstantin Nesterov Alexandr Pavlov |
| Tournoi féminin  | États-Unis Cierra Burdick Sara Hammond Jewell Loyd Tiffany Mitchell    | Russie Maria Cherepanova Anna Leshkovtseva Anastasia Logounova Aleksandra Stolyar | Belgique Hind Ben Abdelkader Sara Leemans Stéphanie Medjo Ann Wauters    |

## Concours

### Concours de dunk
Après les qualifications jouées le samedi 7 juin à partir de 15h40, quatre finalistes disputent les finales du Nike Dunk Contest le dimanche 8 juin à partir de 16h45. Chaque joueur dispose de trois essais pour réussir deux dunks qui sont notés par les membres du jury. Le vainqueur remporte la médaille d'or, le dauphin l'argent et les deux autres compétiteurs le bronze.
Classement final :
1. Firas Lahyani (Tunisie) 119 points
2. Yan Pengfei (China) 74 points
3. Demetrius Miller (USA) 47 points
4. Toni Vitali (Croatie) 46 points

### Concours de tirs à trois points
Le concours est mixte, chaque équipe nationale pouvant présenter un joueur et une joueuse le représentant. Chaque concurrent tente dix tirs face au panier au-delà de la ligne des trois points, les deux meilleurs hommes et femmes étant qualifiés pour la finale, un tie-break pouvant venir départager ceux à égalité. Les quatre finales tentent 12 tirs de quatre endroits différentes du terrain : trois de l'aile droite à 45° de la ligne de fond, trois face au panier, trois de l'aile droite à 45°de la ligne de fond et trois du fond du terrain. Les tirs comptent chacun pour un 1 point et celui du fond du terrain 3 points.
Les qualifications féminines sont disputées le samedi 7 juin à partir de 13h40 et à partir de 15h00 pour les masculins, puis les finales le dimanche 8 juin à partir de 16h00.
Classement final :
1. Daniel Hure (Argentine) 8 points
2. Sarah Kershaw (Suisse) 3 points
3. Christian Gunawan (Indonésie) 2 points
4. Yurena Diaz (Espagne) 2 points

### Concours des meneuses
Le concours est ouvert à un maximum d'une joueuse par équipe nationale. Les qualifications se déroulent le samedi 7 juin à partir de 13h20 en opposant deux joueuses dont la vainqueur dispute le tour suivant. Disputées le dimanche 8 juin à partir de 14h00, les finales rassemblent quatre joueuses qui s'opposent sur le même schéma, la vainqueur remportant l'or, la dauphine l'argent et les deux autres concurrentes une médaille de bronze.
Classement final. :
1. Valentina Baldelli (Italie)
2. Hind Ben Abdelkader (Belgique)
3. Jewell Loyd (USA)
4. Fleur Devillers (France)

### Concours de lancers-francs
Le concours est ouvert à un maximum de 16 joueurs et 16 joueuses (sur des courts séparés pour les qualifications), qui tentent chacun après l'autre un tir des lancers francs. Le tireur récupère la balle après sa tentative et la transmet au joueur suivant. Si un compétiteur manque un tir et que le suivant le réussit, le premier est éliminé. La procédure se poursuit jusqu'à ce qu'il ne reste plus que quatre joueurs et quatre joueuses, qui se qualifient pour les finales.
Les qualifications féminines ont lieu le samedi 7 juin à partir de 13h00, les masculines à partir de 16h40. Les finales, mixtes, sont jouées le dimanche 8 juin à partir de 15h15.
Classement final : 
1. Angel Santana (Roumanie)
2. Ann Wauters (Belgique)
3. Amaya Gastaminza (Espagne)
4. Douglas Motta (Brésil)
5. Marley Wyne (Brésil)
6. Jane Svilberg (Estonie)
7. Takeshi Nomoto (Japon)
8. Rebecca Nassioalubulwa (Ouganda)

## Sources
1. ↑  « System of competition », FIBA (consulté le 7 juin 2014)
2. 1 2  « Pool standings », FIBA (consulté le 7 juin 2014)
3. 1 2  « Full Schedule », FIBA (consulté le 7 juin 2014)
4. ↑  « 3x3 - Stellar Qatar takes home 3x3 World Champs trophy », FIBA (consulté le 9 juin 2014)
5. ↑  « 3x3 - Qatar's men triumph, USA women repeat at 3x3 World Champs », FIBA (consulté le 9 juin 2014)
6. ↑  « Final position: 1st », FIBA (consulté le 8 juin 2014)
7. ↑  « Final position: 2nd », FIBA (consulté le 8 juin 2014)
8. ↑  « Final position: 3rd », FIBA (consulté le 8 juin 2014)
9. ↑  « Final position: 1st », FIBA (consulté le 8 juin 2014)
10. ↑  « Final position: 2nd », FIBA (consulté le 8 juin 2014)
11. ↑  « Final position: 3rd », FIBA (consulté le 8 juin 2014)
12. ↑  « Nike Dunk Contest », FIBA (consulté le 9 juin 2014)
13. 1 2 3  « Samsung Shoot Out Contest », FIBA (consulté le 9 juin 2014)
14. 1 2  « Skills Contest », FIBA (consulté le 9 juin 2014)
15. 1 2 3  « Free-throw Pursuit », FIBA (consulté le 9 juin 2014)